# Huaca Templo Con Con
La Huaca del Templo de Con Con, también conocida como Templo de Kon, es una zona arqueológica del Perú que fue un centro religioso que constituye a nuestro modo de ver un conjunto de ruinas más importantes del culto al dios Con, está ubicado a unas cuadras del km. 19 de la avenida principal llamada Túpac Amaru dentro del distrito de Carabayllo en Lima.

## Toponimia
En Culli el término para agua era "CON" y se decía "Cumú" a la acción de beber; mientras, en la lengua Colán, "Cum" era el verbo beber y en idioma de Catocaos el mismo verbo era "Conecuc". Ahora bien, la primera sílaba del nombre aparece indistintamente con una vocal , "u" y a veces "o",  se explica por el hecho de que las lenguas andinas poseen un sistema original trivocálico. En los documentos del siglo XVI se encuentran . toponimias que en aquel entonces empleaban la "u" y que luego se castellanizaron con la vocal "o", más de acuerdo con la fonética castellana   (Rostorowsk. 1978. p. 317 ).

## Historia
Los habitantes del valle construyeron un centro ceremonial de gruesos muros al que llamaron Templo Kon-Kon; fue un importante lugar de peregrinación para diversos grupos culturales que viajaron a lo largo y ancho para encontrar soluciones a sus problemas de agua o el bajo rendimiento de sus cultivos. Con la venida del dios Pachacamac, este dios fue sustituido, aunque los pobladores no dejaban de ofrecerle sacrificios y rezos. No sé sabe exactamente cómo era, pero las historias y leyendas que lo rodean dicen que tenía la forma de un hombre volador con cabello largo y suelto. 
Los dientes de un puma o jaguar completan esta imagen, sugiriendo la presencia de truenos (ruido o sonido muy fuerte) y relámpagos (resplandor luminoso acompañado de una descarga eléctrica) como mensajeros de la lluvia ( Rostorowsk. 1978. p. 319). El hecho de ser Con una deidad solar que suprimió la lluvia en la Costa, ya que se lo relacionaba con este mismo elemento y lo convertía en un dios del agua, al cual se imploraba y rogaba para que no faltase. Se trata de un culto muy antiguo anterior al de Pachacama, pues este último desterró y eliminó a Con. Tanto el puma, el cóndor, como el halcón son representados constantemente como motivos religiosos en la cultura andina desde los tiempos más remotos, y se les podría considerar vinculados al culto de Con y del Sol.
Esta zona arqueológica posiblemente fue el centro administrativo-religioso, cuando hubo un incremento del clima, que trajo con sigo la ampliación de la agricultura en los lugares en los cuales no eran propensas para la agricultura trayendo con sigo un periodo de bonanza durante los años 1000 a 1300 d. c, esto explica el porqué del interés de los Yungas en las alturas limeñas. Este periodo de bonanza empezó a declinar por una " pequeña edad de hielo" por los 1400 años d. c. En este contexto social presiono a los Colli a encuartelarse en ciudades fortificadas debido a que en este lugar les permitía tener una mejor protección mientras que el otro lugar era un espacio amplio y era difícil poder protegerla. A ello se debió el cambio de su centro administrativo a la hoy conocida fortaleza de Collique.
El pueblo de los Colli fueron un pueblo muy conflictivo porque frecuentaban enfrentamientos y en especial con sus vecinos debido al agua de los ríos y de tierras para la siembra de coca ya que se dice que estas tierras eran las más fértiles, tanto el agua como la tierra eran fundamentales para el sostén de la población, hasta incluso llegaron a poseer tierra dentro del valle de Lima. el pueblo colli estaba en constante conflicto con los Canta debido a las aguas del río Chillón, pero que los Canteños la pretendían como suyas y por ello la disponían sin ninguna restricción. Antes de que se expandieran la población serrana, los Colli habían conquistado tierras en las partes altas y también en las nacientes del río Chillón por lo que ellos creían que tenían el derecho de utilizar las aguas del río debido a que ellos consideraban que sus antepasados lo habían ocupado y les dejaban a ellos que lo aprovechasen y consideraban que los Canta invadían sus territorios y a ello lo consideraban como una ofensa. 
Es por ello por lo que el conflicto entre los collí y los cantas siempre estuvo ahí, a pesar de que los Collís y Cantas se dedicaban a vender y realizar actividades similares de intereses similares, como las obras hidráulicas. Señorío de Colli fue gobernado por Colli Cápac y tenía su cuartel general en lo que Maria Rostorowsk lo denomina, Pueblo Viejo o Guarnec cerca del castillo de Colli. Esta área cubría toda la zona a excepción de la parte alta Valle de Chillón, desde el mar hasta Chukikoto, el área sobre Kiwi y frente a la región de Canta.

## Ceremonia
Esta ceremonia religiosa estaba dedicada en torno a su dios kon - kon, esta ceremonia estuvo llena de alimentos, música y muchos granos fermentados a base de maíz a base de esto se producía bebidas como la chicha de jora. Las flautas y tambores eran los instrumentos musicales que eran utilizados diestramente por experimentados músicos, ellos eran quienes iban por casi el mayor alcance del territorio donde ellos entonaban sonidos muy melodiosos, su propósito era alentar el espíritu, pero su función principal era controlar en secreto el trabajo de los agricultores y artesanos. Durante las fiestas religiosas ellos tenían buenas condiciones como lugares preferenciales, fueron retribuidos de manera generosa por los servicios que  brindaban por el señor Colli. Las personas que estaban presente durante la ceremonia religiosa recibieron deliciosos alimentos cocinados a base de maní, frijol, maíz,  yuca, calabaza, pallar, zapallo, ahuaymanto, camote,  lúcumo, pacae, refresco de tara y molle, además del infaltables ajíes que representaba el condimento principal y el más querido del ande. algunas veces se preparaba  algunos platillos de comida en base de pescado, moluscos, mariscos,  aves marinas y lobos.

## Arquitectura

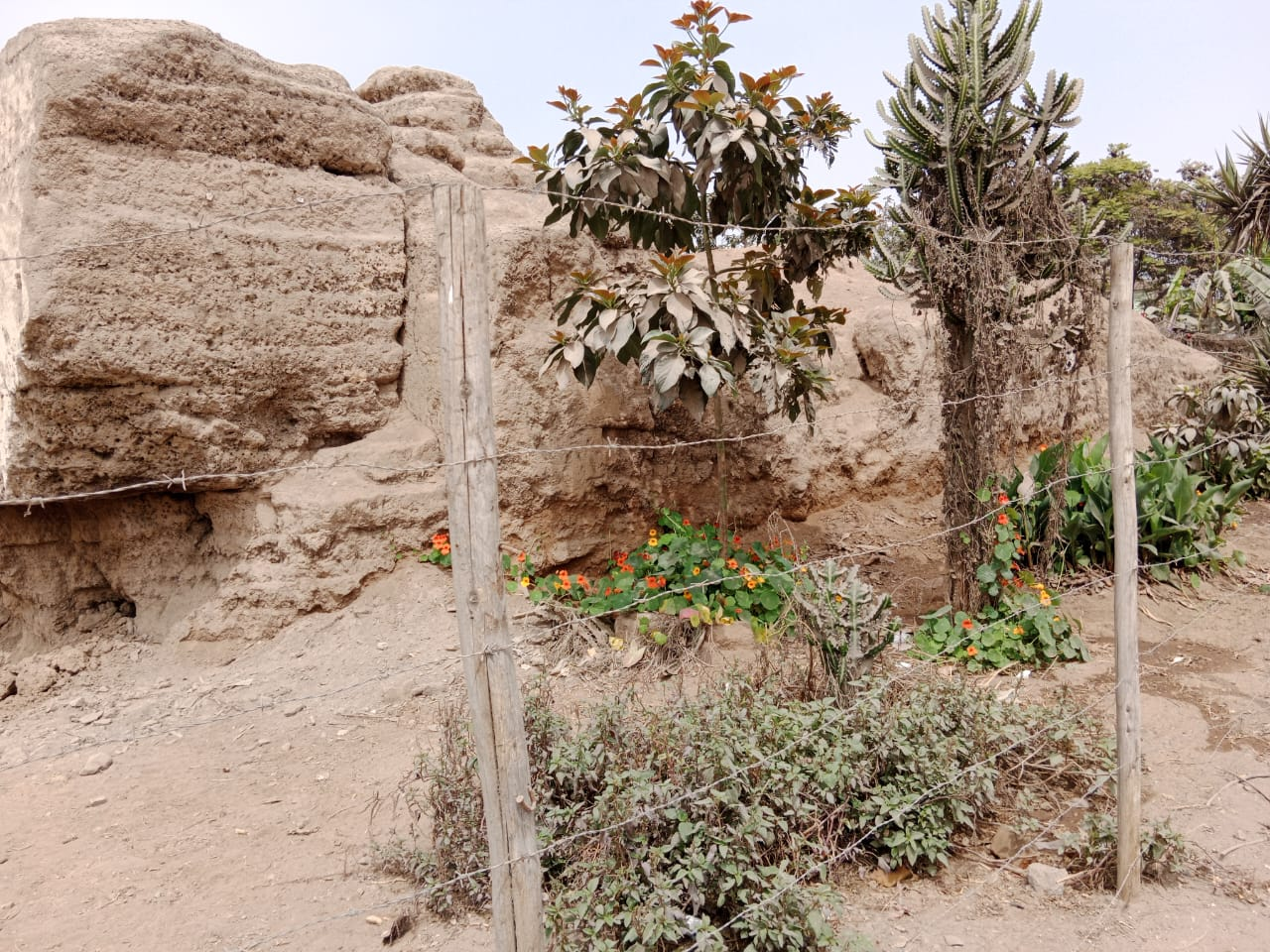
Estructura de la huaca Con

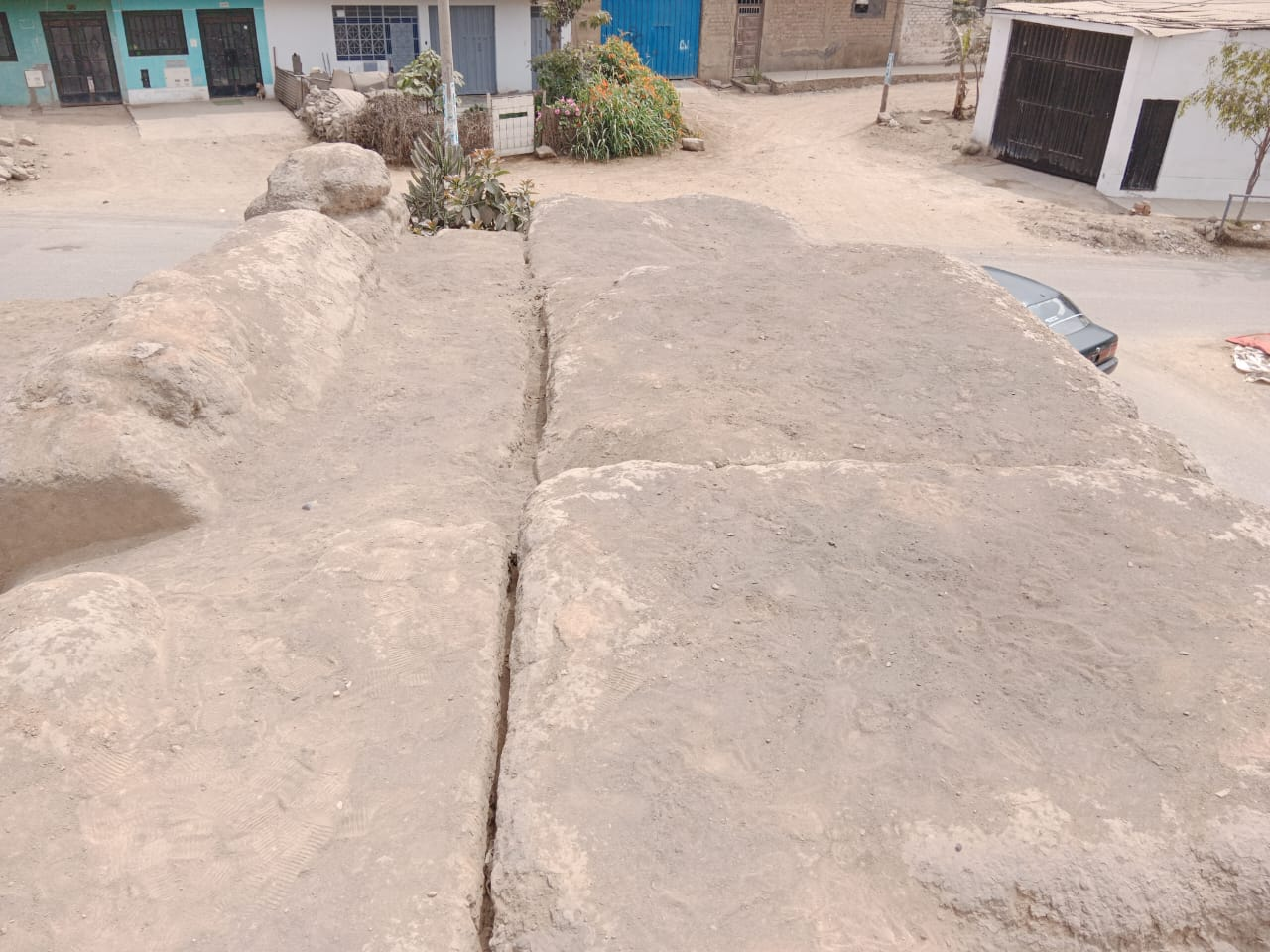
Fragmento de adobe de la estructura del templo Kon

En lo que concierne a su arquitectura, es un centro ceremonial donde utilizaron adobes cónicos o triangulares, adobitos rectangulares, adobes y adobones. Usaron la técnica del vaciado en barro, la piedra de río y la piedra de cerro, mezclada con barro. Se dice que los hombres que construyeron pusieron frijoles dentro de la mezcla de barro, esto posiblemente para darle mayor dureza al barro y también, sería una forma de emplear y agradecer a la naturaleza por los frutos que la tierra producía.

## Cronología
Esta zona arqueológica se construyó aproximadamente en el año 1 000 d. c hasta los 1 400 d. c. Lo que perteneció por lo menos al periodo que se designa como el intermedio tardío o el periodo de reinos y señoríos. Estos territorios serían invadidos por los incas en los años 1400 d. c. Y luego pasaría a formar parte de las encomiendas después de la invasión española al Tahuantinsuyo en los años 1532, está Huaca a lo largo de los años se ha ido desabitando hasta dejarlo en la actualidad en el olvido.  

## Orografía
- Cuenca - Chillón
- Valle - Chillón